# 昭化区
昭化区（しょうか-く）は中華人民共和国四川省広元市に位置する市轄区。2013年4月までは元垻区と呼ばれていた。

## 行政区画
- 街道:揀銀岩街道
- 鎮:元垻鎮、衛子鎮、王家鎮、磨灘鎮、柏林溝鎮、太公鎮、虎跳鎮、紅岩鎮、昭化鎮
- 郷:晋賢郷、文村郷、清水郷、張家郷、香渓郷、青牛郷、陳江郷、丁家郷、黄竜郷、石井鋪郷、白果郷、梅樹郷、明覚郷、射箭郷、朝陽郷、大朝郷、沙垻郷、柳橋郷、紫雲郷

## 健康・医療・衛生
- 広元市昭化区人民医院